# Chien d'arrêt frison
Le chien d'arrêt frison ou stabyhoun (parfois orthographié stabyhound) est une race de chien d'arrêt originaire des Pays-Bas appartenant au 7e groupe de la Fédération cynologique internationale. C'est un épagneul de taille moyenne, au long poil lisse de couleur marron, noire ou orange marqué de blanc. Il ressemble au chien de perdrix de Drente.

## Historique
Le chien d'arrêt frison est issue de chiens autochtones néerlandais, dont l'origine exacte est inconnue. En dehors des Pays-Bas, cette race est très méconnue.

## Standard

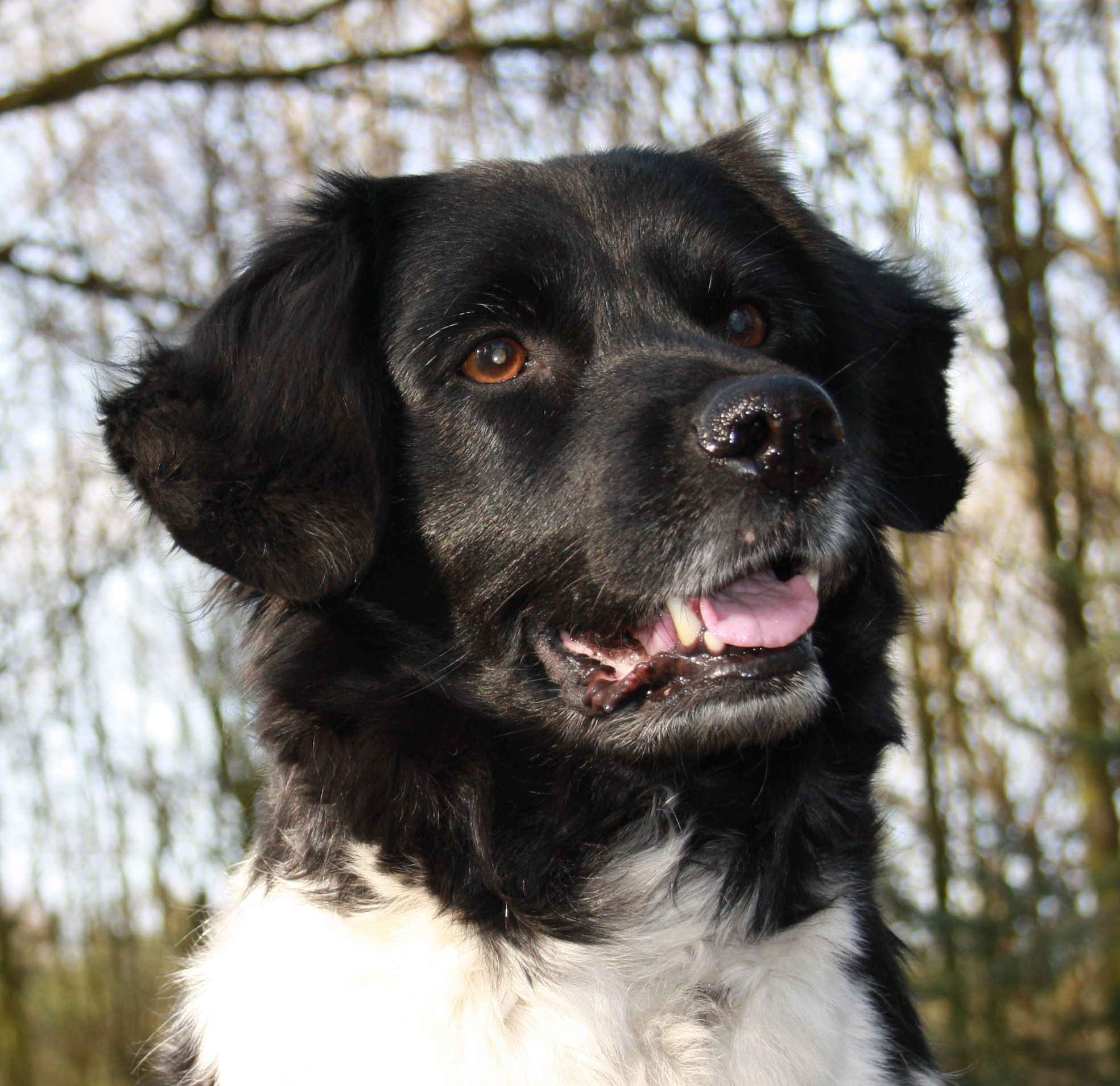
Portrait d'un chien d'arrêt frison.

Le chien d'arrêt frison est un épagneul de taille moyenne, bâti en force. Le corps est inscriptible dans un rectangle. La queue atteint la pointe du jarret, elle n'est pas attachée haut. L'œil, de forme ronde et de grandeur moyenne, est marron foncé chez les sujets dont la robe est à fond noir et marron chez les sujets dont la robe est à fond marron ou orange. Attachées assez bas, les oreilles attachées assez bas sont en forme de truelle. Le poil de l'oreille est caractéristique de la race : il est assez long près de la base et il se raccourcit progressivement vers le bas tandis que le tiers inférieur est seulement couvert d'un poil court. 
La peau est tendue sans fanon. Le poil long est droit et lisse. Il peut être ondulé sur la croupe, mais jamais bouclé. Le poil est court sur la tête. Le poil à l'arrière des membres antérieurs ainsi qu'aux culottes est abondant et épais, plus touffu que frangé. Les couleurs de la robe sont le noir, le marron ou l'orange avec des marques blanches. Les mouchetures et le poil mélangé sont admis dans les marques blanches.

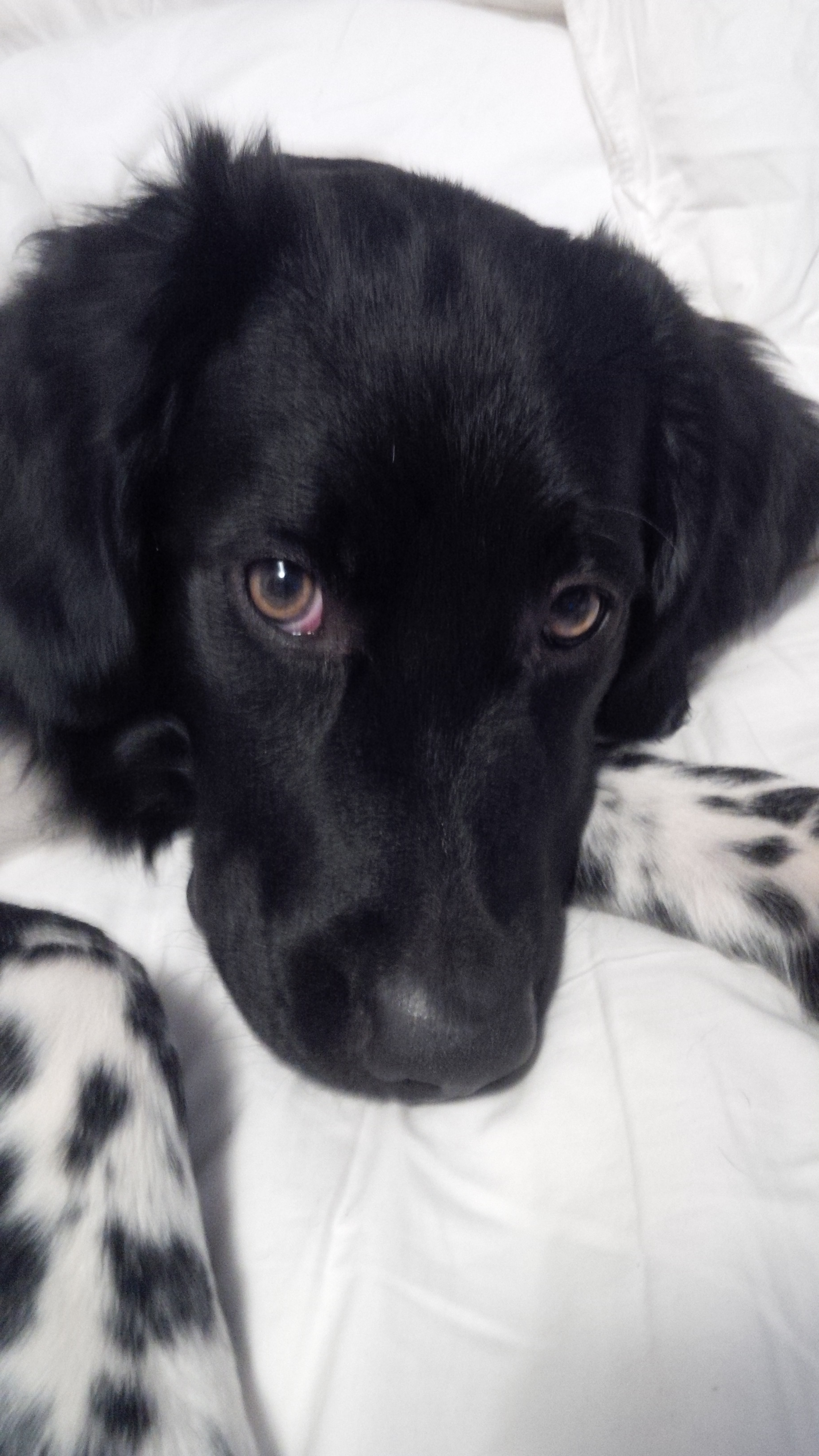
Stabij in de adolescentie.

## Caractère
Le standard FCI décrit le chien d'arrêt frison comme fidèle, doux et docile, intelligent, calme, obéissant, facile à dresser, vigilant. Il n'est jamais faux ou agressif.

## Utilité

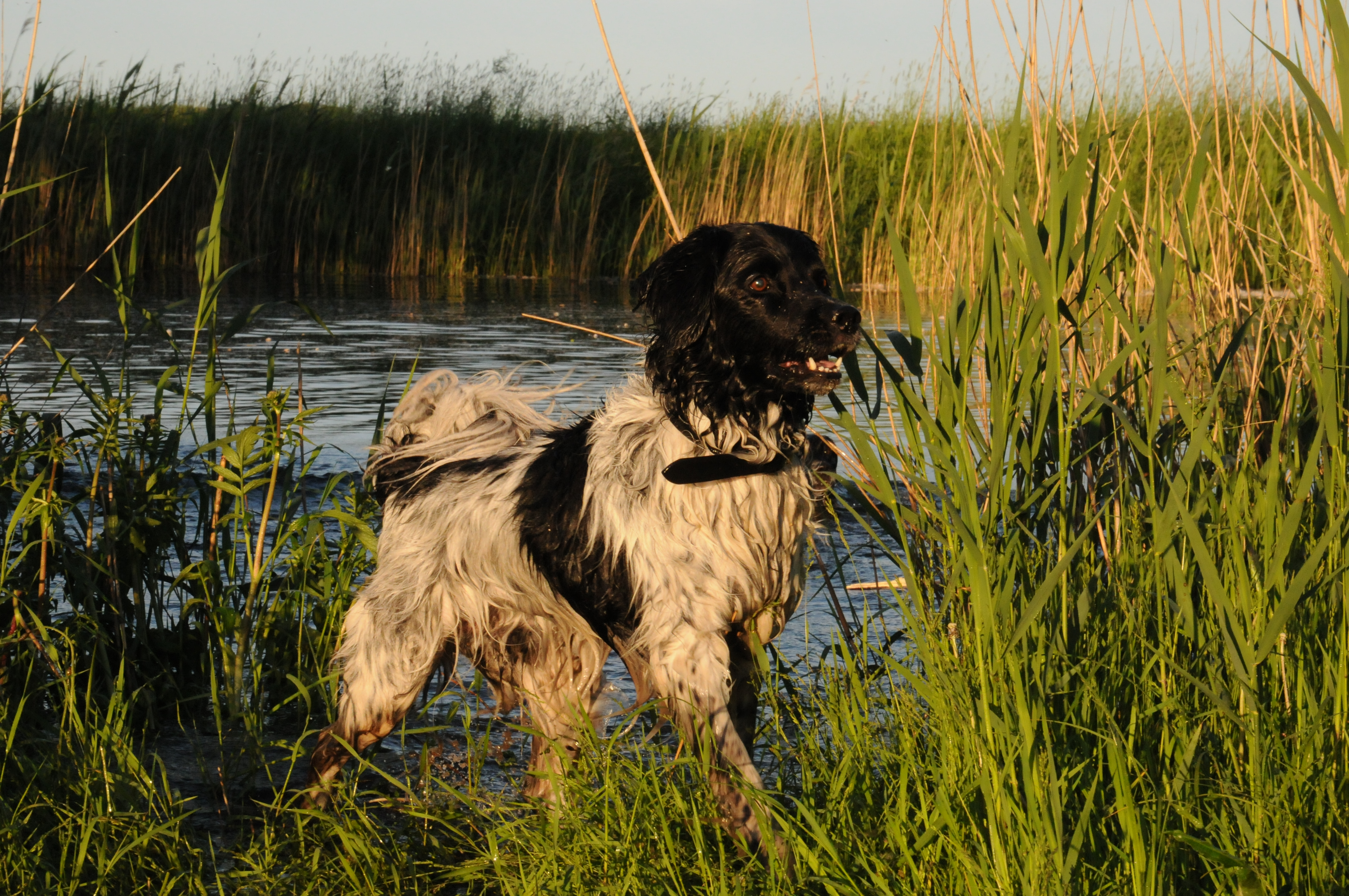
Chien d'arrêt frison dans l'eau.

Le chien d'arrêt frison est à l'origine un chien d'arrêt et un chien de compagnie.